# John Maxwell
John Maxwell (Glasgow, 1877 – Witley, 2 ottobre 1940) è stato un produttore cinematografico inglese.

## Biografia
John Maxwell nacque nella città scozzese di Glasgow. Divenne avvocato e a Glasgow aprì lo studio legale Maxwell, Hodgson & Co.
Nel 1912 investì in una prima sala cinematografica, il Cinema Principe a Glasgow. Fondò la società scozzese Scottish Cinema and Variety Theatres, che nel 1920 controllava circa 20 sedi. Nel 1923 assunse la casa distributrice Wardour Films di Londra.
Nel 1925 Maxwell spostò tutto il suo quartier generale a Londra. Nel 1927 fondò la società cinematografica British International Pictures (BIP) con sede a Elstree, Londra.
Alla fine del 1927 osò essere il primo studio cinematografico britannico a produrre un film sonoro, Ricatto (Blackmail) di Alfred Hitchcock, il più grande successo del 1929. Il regista diresse una decina di film per la casa produttrice.
Oltre alla produzione di film, John Maxwell controllava la catena di sale cinematografiche ABC Cinemas (Associated British Cinemas). Nel luglio 1929, Maxwell controllava 80 sale cinematografiche.
Nel settembre 1933, Maxwell fuse insieme BIP, ABC Cinema e Wardour Films in Associated British Picture Corporation (ABPC) . La nuova casa di produzione, verticalmente integrata, fu una delle case cinematografiche più importanti del Regno Unito.
Sofferente di diabete, John Maxwell morì il 2 ottobre 1940, a Witley nel Surrey, lasciando una società sana. La vedova di Maxwell, Catherine, con la quale ebbe sette figli, vendette nel 1941 la metà delle quote di ABPC alla società cinematografica americana Warner Bros. che assunse nel 1945, infine, il controllo completo di ABPC.

## Filmografia
John Maxwell è stato produttore dei seguenti film:
- 1926: The Woman Tempted
- 1927: Vinci per me (The Ring)
- 1928: La moglie del fattore (The Farmer's Wife)
- 1928: Tabarin di lusso (Champagne)
- 1929: L'isola del peccato (The Manxman)
- 1929: Ricatto (Blackmail)
- 1929: Atlantic
- 1930: Why Sailors Leave Home
- 1930: Elstree Calling
- 1930: The Yellow Mask
- 1930: The Compulsory Husband
- 1930: Song of Soho
- 1930: Giunone e il pavone
- 1930: Omicidio! (Murder!)
- 1930: Marinaio di guardia
- 1930: The Man from Chicago
- 1930: Compromising Daphne
- 1930: The Watch Middle
- 1931: Out of the Blue
- 1931: Fiamma d'amore (The Skin Game)
- 1931: The Woman Between
- 1931: The Love Habit
- 1931: Keepers of Youth
- 1931: Out of the Blue
- 1931: Potiphar's Wife
- 1931: The Wife's Family
- 1931: Hobson's Choice
- 1931: The Shadow Between
- 1931: Ricco e strano (Rich and Strange)
- 1932: The Last Coupon (producer)
- 1932: Old Spanish Customers
- 1932: Let Me Explain, Dear
- 1932: Kiss Me Sergeant
- 1932: Josser in the Army
- 1932: Numero diciassette (Number Seventeen)
- 1932: Lucky Girl
- 1932: The Maid of the Mountains
- 1933: The Song You Gave Me
- 1933: You Made Me Love You
- 1933: La moglie domata
- 1933: Letting in the Sunshine
- 1933: Facing the Music
- 1933: Leave It to Me
- 1933: Heads We Go
- 1933: On Secret Service